# اژدرماریان جهان قدیم
اژدرماریان جهان قدیم (به لاتین: Erycinae) نام یک زیرخانواده از تیره اژدرماران است.